# Булгаков, Сергей Алексеевич
Сергей Алексеевич Булгаков (?—1824) — генерал от инфантерии из русского казацкого рода Булгаковых, наиболее известный действиями на начальных этапах Кавказской войны.  Отец Алексей Иванович Булгаков  полковник, оберегермейстер. Член канц. Е.И.В. в 1764г.

## Биография
Год его рождения неизвестен. В 1756 году Сергей Булгаков уже значился в военной службе. Однако, в каких полках и местах провёл Булгаков большую часть своей службы, неизвестно. 14 апреля 1789 года он был произведён в генерал-майоры и назначен начальником одного из отрядов, сформированных для прикрытия Главной Черкасской дороги от внезапного нападения турок, которые, сделав в 1789 году высадку на восточном берегу Чёрного моря, заняли Анапу и Суджук-Кале.
В 1790 году, когда турки под начальством Батал-паши, поднявшего против русских кабардинцев, двинулись на Кубань, Булгаков стоял между реками Кубанью и Кумою и был назначен командиром одного из трёх отрядов, направленных против Батал-паши, — который, однако, был разбит генералом И. И. Германом ранее прибытия Булгакова.
С приездом в конце января 1791 года на Кавказ графа И. В. Гудовича, был образован значительный отряд для взятия Анапы. При штурме Анапы 22 июня одною из колонн командовал Булгаков и во главе её ворвался в Анапу, за что и был 19 февраля 1792 года награждён орденом св. Георгия 3-й степени (№ 91)
Во уважение за усердную службу, мужественные поступки и отличную храбрость, оказанныя во время взятия штурмом корпусом под начальством генерала Гудовича города Анапы с истреблением находившагося там неприятеля.
После этого Булгакову сдался Шейх-Мансур, а затем Булгаков овладел крепостью Суджук-Кале и разрушил все её укрепления.
По возвращении из этого похода он был назначен в 1792 году командиром правого фланга Кавказской линии и вместе с Иваном Гудовичем много содействовал устройству по линии новых станиц и переселению в эти места донских казаков.
В 1793 году начались нападения обывателей Большой и Малой Кабарды на пограничную линию, заставившие Булгакова постоянно находиться в походах для преследования горцев. В 1794 году им был перехвачен фирман турецкого султана, призывавший горские племена к восстанию против России.
В 1796 году, когда формировался особый отряд под начальством графа В. А. Зубова для похода на Дербент, Булгаков был назначен командиром одного из восьми подразделений отряда. 15 апреля 1796 года Булгаков был уже в Тарках, затем по крайне неудобной дороге поспешно двинулся к Дербенту; преодолев неимоверные трудности, он перешёл горный хребет при Дарбах и обложил Дербент. Шейх Али-хан, после упорной обороны, сдался 10 мая. Императрица Екатерина II, щедро наградившая всех участников этого похода, пожаловала Булгакову орден Св. Анны. Затем Булгаков двинулся к Баку, покоряя обитавших по пути горцев, занял этот город, а также и Кубу. После этого, по предписанию Зубова, Булгаков совершил экспедицию против хана Кази-Кумуха, занял селение Ахты и стал заготавливать продовольствие для своего отряда.
За все эти действия Булгаков 26 июня 1796 года был произведён в генерал-поручики. Вскоре на него было возложено, впредь до окончательного размежевания земель между казаками, живущими по Тереку, и кара-ногайцами, кочующими по р. Куме, положить черту, чтобы каждый знал свой участок, и тем прекратить бесконечные их ссоры и жалобы.
Тем временем скончалась Екатерина II, и император Павел I прислал каждому командиру полка особо Высочайшее повеление немедленно вернуться в пределы империи, а затем Зубов был уволен от всех должностей. Он сдал начальство над войсками Булгакову, как старшему чином, и уехал в Астрахань. В 1801 году и Булгаков, с производством в генералы от инфантерии был уволен от службы и находился в отставке вплоть до 1806 года, когда, по ходатайству вновь назначенного главнокомандующего войсками на Кавказе графа И. В. Гудовича, он был снова принят на службу и назначен командующим войсками на Кавказской линии.
По прибытии в Георгиевск, Булгакову приказано было принять под своё начальство и отряд Г. И. Глазенапа, действовавший в Дагестане. В то время черкесы и особенно кабардинцы постоянно совершали разбойничьи набеги на русские селения и казачьи станицы. Для борьбы с хищниками Булгаков часто предпринимал экспедиции в земли черкесов и разорял их аулы.
Вскоре, по приказанию Гудовича, он двинулся в Баку для наказания бакинцев за изменническое убийство князя П. Д. Цицианова. Подойдя к Баку, Булгаков предложил жителям сдаться, полагаясь на милосердие Государя Императора; в противном же случае грозил разорить город до основания. Бакинцы встретили Булгакова за несколько вёрст от городских ворот и поднесли ему ключи от города. 3 октября 1806 года Булгаков занял Баку, торжественно перенёс тело Цицианова, зарытое у городской стены, в армянский храм города, а убийцу его прогнал сквозь строй и сослал в Сибирь.
После непродолжительного пребывания в ханском дворце, Булгаков, оставив гарнизон в Баку, двинулся на покорение Кубинского ханства и Казикумыхской плоскости. С приближением Булгакова к Кубе, Шейх Али-хан бежал в горы, где стал волновать горские племена, а обыватели Кубы покорились и приняли присягу на верность России в ноябре 1806 года.
При обратном движении отряд Булгакова много терпел от холода, непогоды и наступивших морозов, и это обстоятельство лишило его возможности немедленно выступить против горцев, как то предписывал ему Гудович. В январе 1807 году ему поручено было командование вновь образованной на Кавказе 19-й дивизией. Лишь весной 1807 года Булгаков двинулся в Ханкальское ущелье, сильно укреплённое горцами, штурмовал его и, хотя понёс при этом огромные потери, но овладел ущельем и тем открыл дорогу в самое сердце Чечни, где горцы упорно боролись до окончательного покорения Кавказа.
Булгаков успел покорить только два независимых общества Чечни, Гехи и Атаги, но зато разорил очень много аулов и нанёс чеченцам страшный вред. Гудович был недоволен Булгаковым, в особенности за то, что «промедлив два месяца выступлением в экспедицию, он дал этим возможность чеченцам приготовиться к встрече его, сделать засеки, окопы и вообще затруднить движение».
Усмиряя горцев, Булгаков должен был бороться ещё и с чумой, проникавшей в российские пределы из Персии и Азиатской Турции через земли непокорных горцев. Булгакову в 1808 году Высочайше повелено было действовать в отношении чумы «совокупно и взаимно» с гражданским начальством края. Он устроил обширную кордонную линию от берегов Каспийского моря до р. Лабы, отделявшей Кавказскую губернию от земель Черноморского войска. Одни карантины по этой линии были подчинены гражданскому начальству, другие — военному. Такой порядок управления кордонной линией вызывал постоянные пререкания Булгакова с гражданским ведомством, позднее до крайности осложнившиеся. Польза же кордона значительно уменьшалась от беспрестанных набегов горцев, до того усилившихся, что партии их появлялись под Моздоком и Ставрополем.
В мае-июле 1809 года генерал Булгаков находился в лагере у Константиногорской крепости для оперативных действий в центре Линии и успокоения посетителей Минеральных вод.
Чтобы несколько обеспечить русские поселения от закубанских горцев, Булгаков выставил впереди линии два сильных отряда, но и после того набеги продолжались; между прочим, было уничтожено богатое селение Каменнобродское, в Ставропольском уезде. Это побудило Булгакова в начале 1810 года предпринять поход за Кубань. Управлявший в то время на Кавказе генерал А. П. Тормасов не давал своего согласия на этот поход, считая лучшим действовать на горцев убеждением. Но Булгаков получил от «всесильного» тогда А. А. Аракчеева Высочайшее соизволение на задуманное предприятие и двинулся за Кубань. Он штурмом брал все завалы и укреплённые места, сжег и уничтожил более двух сот селений, проникал в места, считавшиеся горцами недоступными, но несмотря на всё это результаты похода были ничтожны.
По удалении русских войск горцы опять принялись за набеги и нападали на станицы Приближную и Прохладную. В этих набегах участвовали и кабардинцы, среди которых восстание не сделалось всеобщим только благодаря тому, что Булгаков быстро двинул войска в Кабарду, занял всю кабардинскую равнину и 9 сентября 1810 года привёл кабардинцев торжественно к присяге. Однако значительное число кабардинцев собралось за р. Малкою, на равнине против Прохладной. Булгаков выехал к ним с уговорами; ему дерзко возражал главный их старшина, князь Измаил-бек Атажуков. Тогда Булгаков приказал арестовать его вместе с другими.
Волнение в Кабарде утихло, но в Петербург было послано множество жалоб на Булгакова, написанных тем же Атажуковым, который имел личные причины для неудовольствия против Булгакова. В то же время несогласия Булгакова с местным гражданским начальством достигли крайних пределов. Тормасов никак не мог прекратить этих пререканий и в 1810 году представил дело, через министра внутренних дел О. П. Козодавлева, на Высочайшее благоусмотрение.
7 сентября 1810 года состоялся Высочайший рескрипт на имя генерала Н. И. Вердеревского, которому повелевалось, на правах генерал-губернатора, обревизовать Астраханскую и Кавказскую губернии, исследовать злоупотребления в карантинах и войти в ближайшее рассмотрение несогласий между Булгаковым и кавказским гражданским губернатором М. Л. Малинским.
Тем временем Булгаков занимался переселением 2000 кабардинских семейств из аулов в границы России, на пустые земли по р. Куме. Переселение это сопровождалось решительными мерами, так как кабардинцы, хотя и находились в довольно жалком положении в своей стране, но уходить на новые места не хотели; нередко приходилось прибегать к военной силе.
В 1810 году Булгаков совершил экспедицию к веховью р. Черека, чтобы удержать в повиновении абазинцев. Булгаков намеревался переселить и их с гор за кордонную линию. Вообще его очень заботило пространство вверенного ему края, населённого народом воинственным, вероломным и хищным, не желавшим повиноваться; сдерживать его в повиновении можно было только военной силой, которой в распоряжении Булгакова было весьма мало.
К тому же пути сообщения были в самом первобытном состоянии. В то время на тракте от Георгиевска до Горячих вод не было ни селений ни почтовых станций, ни устроенной дороги. По распоряжению Булгакова, в 1811 году устроены были станции из казачьих лошадей при постах Лысогорском, Константиноградском и Кисловодском. Он заботился по возможности и о поддержании судоходства по рекам и воспрещал сооружение на них запруд, особенно на Тереке. Эта забота Булгакова была также одним из поводов пререканий его с гражданским ведомством.
Тем временем генерал-майор Н. И. Вердеревский, исполняя возложенное на него поручение, требовал от Булгакова различных объяснений, а Булгаков, находившийся по своим обязанностям в постоянных разъездах и передвижениях, не мог, да и не хотел давать объяснений.
В 1811 году, по приезде нового главного начальника генерала Н. Ф. Ртищева, Булгаков принуждён был сдать свою должность генерал-лейтенанту П. К. Мусину-Пушкину и затем уехал в Россию, где в 1824 году умер от апоплексического удара, оставив по себе память прямодушного и храброго воина.
Дочь А. С. Булгакова, Любовь Сергеевна (1791—3.7.1848) была замужем за подполковником в отставке Николаем Михайловичем Вознесенским (1773—1839).